# ワース郡区 (アイオワ州ブーン郡)
ワース郡区は、アメリカ合衆国、アイオワ州、ブーン郡にある17の郡区の一つである。2000年の国勢調査で、人口は655人だった。

## 地理
ワース郡区は、70.5平方キロメートル（27.23平方マイル)で、Lutherが含まれる。
アメリカ地質調査所によると、この郡区はHullとJames GildeaとSarah DinwoodieとSquire Booneの4つの霊園が含まれる。